# Mu Qi

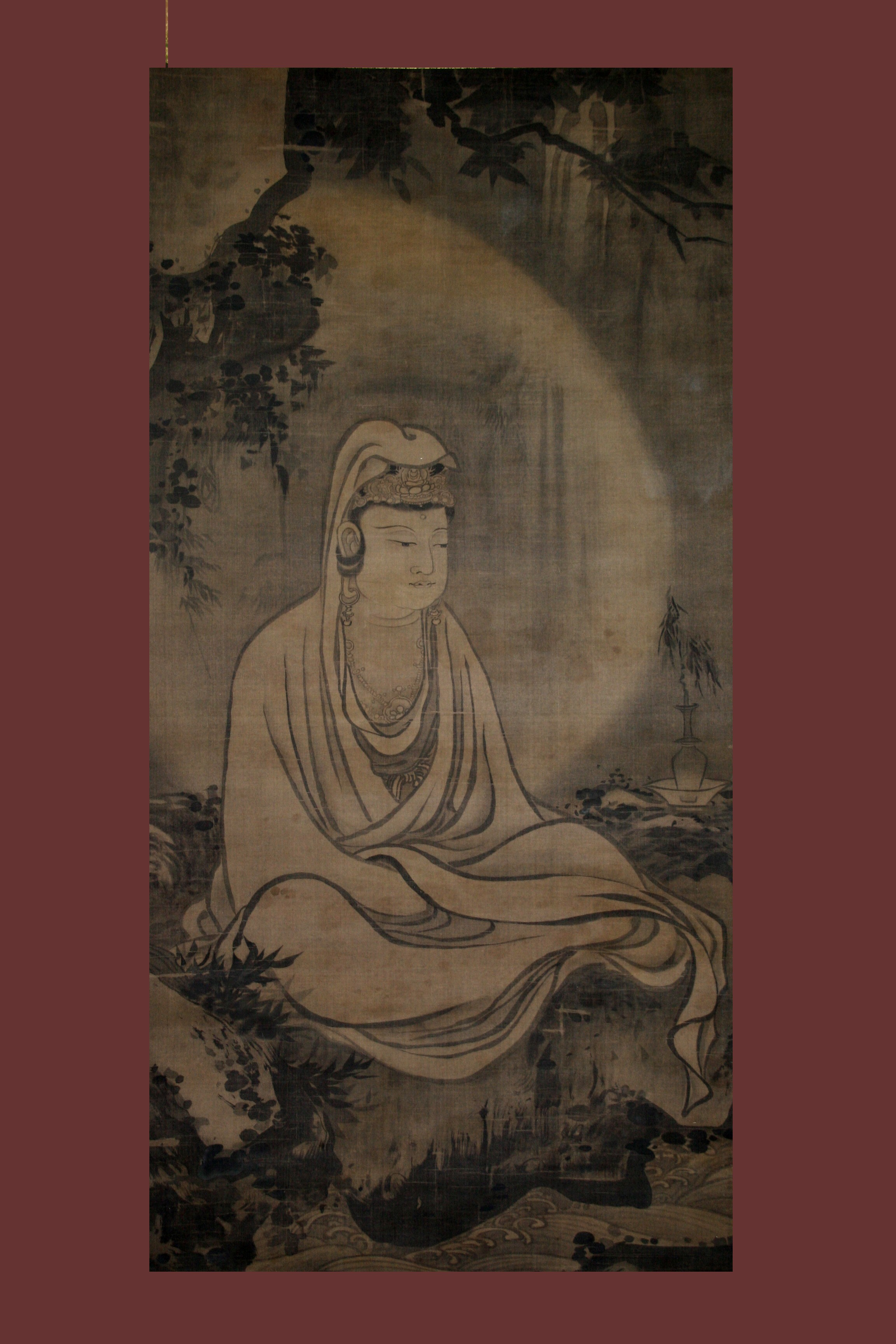
"Guan Yin amb roba blanca& de Mu Qi (còpia de la Col·lecció Nantoyōsō del Japó)

Mu Qi, conegut com a Muqi Fachang (en xinès tradicional i simplificat: 牧溪). Sembla que el seu cognom era Xue i que Muqi era un pseudònim (hao) mentre que Fachang seria el seu nom monacal. Fou un monjo budista i pintor, durant la dinastia Song del Sud que va néixer cap al 1210 i va morir vers el 1269. Es discuteix si era originari de Kaifeng (província de Hunan) o de Sichuan. Va viure en un monestir a prop de Hangzhou.

## Obra pictòrica
Va ser deixeble Wuzhun Shifan. La seva obra està lligada al budisme chan (conegut al Japó com a zen) que va difondre la pintura monocroma amb tinta combinant la claror amb les ombres. Els seus temes són diversos: paisatges, retrats, natures mortes així com animals amb contingut simbòlic (el drac. el tigre, grues i micos. La seva influència com a artista va ser enorme; arribà fins al Japó i, malgrat el predomini de la pintura dels lletrats, a la dinastia Ming moltes de les obres van ser reproduïdes. La seva obra culminant és la de “Guanyin (deessa de la misericòrdia i la compassió) amb vestit blanc”.